# Yvonne Sanson
Yvonne Sanson (Salónica, Grecia, 29 de agosto de 1925-Bolonia, Italia, 23 de julio de 2003) fue una actriz griega nacionalizada italiana.

## Biografía
Nació en Salónica, Grecia el 29 de agosto de 1925 de madre turca y padre francés de origen ruso. En 1943 su familia se refugió en Italia y ella, a pesar de ser cristiana ortodoxa, completó sus estudios en un instituto dirigido por monjas católicas. Cuando Roma fue liberada estaba trabajando como modelo para algunos sastres.

### Inicios como actriz
Gracias a su apariencia física típicamente mediterránea (cabello castaño, físico junoesque, mirada altiva), un productor la llamó y comenzó su carrera cinematográfica con papeles muy pequeños en las películas La grande aurora (1946) de Giuseppe Maria Scotese junto a Rossano Brazzi y Aquila negro (1946) de Riccardo Freda, basado en un cuento de Pushkin, con Rossano Brazzi y Gino Cervi. Al año siguiente Alberto Lattuada le confía el primer papel importante, la fatal Ginevra Canale en la película Il delitto di Giovanni Episcopo, basada en la novela de Gabriele D'Annunzio y en la que actuó junto a Aldo Fabrizi, Roldano Lupi y Alberto Sordi : con esta película empezó a ser apreciada por el público italiano.
En 1948 interpretó a Catalina II de Rusia en El caballero misterioso de Riccardo Freda con Vittorio Gassman, Gianna Maria Canale y María Mercader. Al año siguiente protagonizó la película Hammer Bells de Luigi Zampa, en la que también protagonizan Eduardo De Filippo y Gina Lollobrigida, también en los albores de sus carreras. Ese mismo año actuó junto a Totò en la comedia El emperador de Capri de Luigi Comencini.

### La temporada de melodramas y gran popularidad
El punto de inflexión en la carrera de Yvonne Sanson llegó con otra película de 1949, dirigida por Raffaello Matarazzo y protagonizada junto a Amedeo Nazzari : el popular drama Catene. Esta película, maltratada por la crítica, obtuvo un éxito sensacional e inesperado de público. Con la más taquillera de la temporada 1949 - 50 , la película hace que la fortuna de Titanus y revitaliza un género cinematográfico, el melodrama sentimental (denominado popularmente lacrimógeno), que era muy popular en Italia en el momento de las películas mudas.
En la primera mitad de la década de 1950 siguieron otras películas del mismo género que convirtieron a Yvonne Sanson en la reina indiscutible del melodrama. Ganando una gran popularidad y convirtiéndole en una de las actrices más populares de Italia. Entre los títulos (todos interpretados junto a Amedeo Nazzari y dirigidos por Raffaello Matarazzo) están: Tormento (1950), Los hijos de nadie (1951), Quien no tiene pecado ... (1952), ¡Torna! (1953), El ángel blanco (1955). Luego están otros melodramas en los que Sanson es dirigida por otros directores y flanqueada por diferentes socios masculinos: Wanda, la pecadora (1952), Menzogna (1952), Noi peccatori (1953), Stella dell'India (1954), El prisionero de la montaña (1955). Todas estas películas, poco apreciadas por la crítica de la época (que las definían como fotonovelas cinematográficas), fueron premiadas con un gran éxito comercial.

### Los sesenta y el declive
A partir de la segunda mitad de la década de 1950, la apreciación del público por la tendencia desgarradora, hasta entonces considerable, se desvaneció en favor de otros géneros cinematográficos. De hecho, La última violencia de 1957 y Café de puerto (con el socio histórico Amedeo Nazzari) de 1958, ambas dirigidas por Matarazzo y con Sanson como protagonista, tienen poca respuesta. Esta tendencia desaparecerá por completo a principios de los sesenta (para luego volver a estar de moda a finales de la misma década, pero con diferentes rasgos estilísticos, temáticas y protagonistas). Atrás quedaron los melodramas de Matarazzo, de la que había sido la reina indiscutible, la carrera y la popularidad de Sanson flaquean. En 1958 regresa a Grecia para interpretar una película, Mia zoi tin ehoume, un melodrama similar a los que rodó con Matarazzo y Nazzari, dirigida por el director Yorgos Tzavellas, aquella película nunca fue estrenada en Italia, siendo esta su último papel protagónico.
Posteriormente sigue participando en producciones de diversa índole, pero obteniendo solo papeles marginales: entre ellos la superproducción La dam sul Pacifico (1958) de René Clément , con Silvana Mangano, Anthony Perkins, Jo Van Fleet y Alida Valli, el melodrama Il mondo dei miracoli (1959) de Luigi Capuano con Jacques Sernas y Virna Lisi, el historiador - aventurero I masnadieri (1961) de Mario Bonnard con Antonio Cifariello y Daniela Rocca, el cómic El día más corto (1963) de Sergio Corbucci que involucra tan bien a 88 actores italianos, Django (1966) de Sergio Corbucci , con Franco Nero y Loredana Nusciak (pero donde no se acredita en los títulos), y Los días de la ira (1967) de Tonino Valerii con Lee Van Cleef y Giuliano Gemma, los músicos interpretados por Al Bano y Romina Power , El niño que sonríe (1968) y Pensando a te (1969), ambos dirigidos por Aldo Grimaldi, el humorista Don Franco y Don Ciccio en el año de la protesta (1969) de Marino Girolami con Franco Franchi y Ciccio Ingrassia.

### Las películas de autor
Yvonne Sanson también trabajo con algunos directores de cine de autor, apareciendo en papeles secundarios en El abrigo (1952) de Alberto Lattuada con Antonella Lualdi y Renato Rascel, Todos somos asesinos (1952) de André Cayatte, en la que se unió a ella. compañero de escena habitual Amedeo Nazzari, Anima nera (1962) de Roberto Rossellini, Il profeta (1968) de Dino Risi, Il conformista (1970) de Bernardo Bertolucci con Jean-Louis Trintignant y Stefania Sandrelli, Un profesional apreciado para un futuro seguro (1971) de Giuseppe De Santis con Lino Capolicchio.

### Los últimos años y la muerte
En los últimos años Yvonne Sanson, que vivía modestamente y rechazaba las apariciones públicas, se instaló en Bolonia, donde su única hija Gianna, arquitecta, vivía desde hacía algún tiempo, y murió allí, a la edad de 77 años, en la noche del 23 al 24 de julio de 2003 por un aneurisma. Siendo su cuerpo enterrado en el cementerio de Pianoro de Bolonia.

## Filmografía

### Cine
- La grande aurora , de Giuseppe Maria Scotese (1946)
- Águila negra, de Riccardo Freda (1946)
- El crimen de Giovanni Episcopo, dirigida por Alberto Lattuada (1947)
- El caballero misterioso, de Riccardo Freda (1948)
- Campane a martello, de Luigi Zampa (1949)
- Cadenas, dirigida por Raffaello Matarazzo (1949)
- El emperador de Capri, dirigida por Luigi Comencini (1949)
- El cinturón de castidad, de Camillo Mastrocinque (1949)
- Tormento, dirigida por Raffaello Matarazzo (1950)
- Los elusivos 12, dirigida por Mario Mattoli (1950)
- Los hijos de nadie, de Raffaello Matarazzo (1951)
- Todos somos asesinos (Nous sommes touts des assassins), dirigida por André Cayatte (1952)
- Wanda, la pecadora, de Duilio Coletti (1952)
- Menzogna, de Ubaldo Maria Del Colle (1952)
- El abrigo, dirigida por Alberto Lattuada (1952)
- Chi è senza peccato..., dirigida por Raffaello Matarazzo (1952)
- Labios prohibidos (Quand tu liras cette lettre), de Jean-Pierre Melville (1953)
- Nero y Messalina, dirigida por Primo Zeglio (1953)
- We Sinners, de Guido Brignone (1953)
- Vuelve a mi vida, dirigida por Raffaello Matarazzo (1953)
- ¡Abran paso a los mosqueteros! , dirigida por André Hunebelle (1953)
- Estrella de la India, de Arthur Lubin (1954)
- Pan, amor y celos , de Luigi Comencini (1954) (sin acreditar)
- La esposa es la misma para todos, dirigida por Giorgio Simonelli (1955)
- El campanario de oro, dirigido por Giorgio Simonelli (1955)
- El ángel blanco, de Raffaello Matarazzo (1955)
- La bella molinero, de Mario Camerini (1955)
- El prisionero de la montaña , de Luis Trenker (1955)
- La última violencia, dirigida por Raffaello Matarazzo (1957)
- La presa del Pacífico, de René Clément (1958)
- Café de puerto, de Raffaello Matarazzo (1958)
- Mia zoi tin ehoume, dirigida por Yorgos Tzavellas (1958) - Inédita en Italia
- El mundo de los milagros , dirigida por Luigi Capuano (1959)
- I Masnadieri, de Mario Bonnard (1961)
- El rey de Poggioreale, de Duilio Coletti (1961)
- Los olvidadizos de Collegno, dirigida por Sergio Corbucci (1962)
- Black Soul, de Roberto Rossellini (1962)
- El día más corto, de Sergio Corbucci (1963)
- Django, dirigida por Sergio Corbucci (1966) (sin acreditar)
- Días de ira, de Tonino Valerii (1967)
- The Biggest Bundle of Them All), dirigida por Ken Annakin (1968)
- El profeta, de Dino Risi (1968)
- Pensando en ti, de Aldo Grimaldi (1969)
- Don Franco y Don Ciccio en el año de la protesta , dirigido por Marino Girolami (1969)
- El niño que sonríe, de Aldo Grimaldi (1969)
- El conformista, de Bernardo Bertolucci (1970)
- Un profesional apreciado con un futuro seguro, dirigida por Giuseppe De Santis (1972)
- AAA Bella presencia ofreciendo masajista ... , dirigida por Demofilo Fidani (1973)

### Televisión
- Las aventuras del barón Von Trenck (1972) Drama televisivo de 6 episodios.